# Institutos Nacionales de Salud (México)
Los Institutos Nacionales de Salud de México son institutos de investigación a cargo de la Comisión Coordinadora de Institutos Nacionales de Salud y Hospitales de Alta Especialidad (CCINSHAE), perteneciente a la Secretaría de Salud, encargados de la atención médica especializada, la formación de profesionales de la salud, y a la investigación científica, clínica y biomédica en ese país norteamericano. Los Institutos Nacional de Salud de México destacan por ser de los mejores en territorio nacional y en Latinoamérica en su respectiva área de la medicina así como por la calidad académica de sus investigaciones en diversas áreas de las ciencias de la salud. Actualmente son los siguientes trece:
| Nombre                                                                 | Especialid(es) médicas atendidas                       | Ubicación |
| ---------------------------------------------------------------------- | ------------------------------------------------------ | --- |
| Hospital Infantil de México Federico Gómez                             | Pediatría Cirugía Pediátrica                           | Dr. Márquez No.162, Doctores, C.P. 06720, Cuauhtémoc, Ciudad de México                                               |
| Instituto Nacional de Salud Pública                                    | Salud Pública                                          | Universidad No. 655 Santa María Ahuacatitlán, Cuernavaca, Morelos                                                    |
| Instituto Nacional de Ciencias Médicas y Nutrición Salvador Zubirán    | Medicina Interna Cirugía General Nutrición             | Avenida Vasco de Quiroga No.15, Belisario Domínguez Sección XVI, C.P.14080, Tlalpan, Ciudad de México                |
| Instituto Nacional de Neurología y Neurocirugía Manuel Velasco Suárez  | Neurología Neurocirugía                                | Av. Insurgentes Sur No. 3877, La Fama, C.P. 14269, Tlalpan, Ciudad de México                                         |
| Instituto Nacional de Psiquiatría Ramón de la Fuente Muñiz             | Psiquiatría                                            | Calzada México Xochimilco No. 101, San Lorenzo Huipulco, C.P. 14370, Tlalpan, Ciudad de México.                      |
| Instituto Nacional de Cardiología Ignacio Chavez                       | Cardiología Cirugía Cardiotorácica                     | Juan Badiano 1, Col. Belisario Domínguez - Sección XVI, Tlalpan, Ciudad de México. C.P. 14080.                       |
| Instituto Nacional de Enfermedades Respiratorias Ismael Cosío Villegas | Neumología                                             | Calz. de Tlalpan 4502 Del. Tlalpan Col. Sección XVI 14080, Ciudad de México.                                         |
| Instituto Nacional de Cancerología                                     | Oncología Cirugía Oncológica                           | Av. San Fernando No. 22, Col. Sección 16, C.P. 14080, Ciudad de México                                               |
| Instituto Nacional de Medicina Genómica                                | Genética Médica Genómica Transcriptómica               | Periférico Sur Número 4809, Colonia Arenal Tepepan, Alcaldia Tlalpan, Código Postal 14610, Ciudad de México, México. |
| Instituto Nacional de Perinatología Isidro Espinosa de los Reyes       | Ginecología ObstetriciaNeonatología                    | Montes Urales 800 Lomas de Virreyes 11000 Ciudad de México                                                           |
| Instituto Nacional de Pediatría                                        | Pediatría Cirugía Pediátrica                           | Insurgentes Sur 3700, Letra C, Alcaldía Coyoacán C.P. 04530                                                          |
| Instituto Nacional de Rehabilitación Luis Guillermo Ibarra Ibarra      | Medicina física y rehabilitación Atención a quemaduras | Calz. México Xochimilco No. 289, Col. Arenal de Guadalupe, C.P.14389                                                 |
| Instituto Nacional de Geriatría                                        | Geriatría                                              | Av. Contreras 428 Col. San Jerónimo Lídice 10200 Ciudad de México                                                    |

Los INSalud están legalmente regidos por la Ley de los Institutos Nacionales de Salud (LINS), publicada en el DOF el 22 de junio de 2000, y publicada en la página de la Cámara de Diputados con la última reforma del 11 de abril de 2022. Esta ley regula los aspectos necesarios a los que se deben alinear las instituciones que ya son INSalud y en su caso, las nuevas instituciones que aspiren a serlo. 
Cuatro puntos son los principales ejes reguladores que la LINS rige:
1. Definiciones y objetivos: La LINS establece definiciones clave como "ciencia médica", "enseñanza en salud" y describe los objetivos y funciones que los INSalud deben cumplir, como la investigación de vanguardia, la enseñanza y la prestación de servicios médicos altamente especializados.
2. Organización: la ley también describe la estructura administrativa y las facultades de los INSalud, incluyendo la formación y actualización del personal, y la autonomía operativa y administrativa dentro de los marcos de coordinación sectorial, en ella, establecidos.
3. Funciones Específicas: Los INSalud tienen funciones como realizar investigaciones en diversas áreas médicas, publicar resultados de investigaciones, formar recursos humanos, prestar servicios de atención médica especializada a la población, y asesorar en temas de salud pública y especializaciones médicas.
4. Financiación: La ley también regula la financiación de los institutos, incluyendo la administración de fondos destinados a proyectos específicos de investigación y desarrollo, y establece normas para la generación y administración de recursos propios y externos.[12]

En los INSalud se realizan investigaciones de las que pueden generar patentes. Estas transferencias tecnológicas o usos de propiedad intelectual están reguladas por leyes decretadas en el DOF por ejemplo: la Ley de Propiedad Intelectual del Instituto Nacional de Salud Pública, el Instituto Nacional de Pediatría, o la del Instituto Nacional de Enfermedades Respiratorias Ismael Cosío Villegas que son publicadas en el DOF, así como las leyes propias de los INSalud como la del INMEGEN.
En resumen, los INSalud en México son instituciones multifacéticas donde conviven la atención a los pacientes, se dictan reglas federales en el ámbito médico, se realiza la generación de recursos humanos altamente especializados y la investigación científica de vanguardia. Representan un eje vital para el sistema de salud mexicano y sus retribuciones a la sociedad en forma de recursos humanos, artículos científicos, divulgación de la ciencia fortalecen la capacidad médica, académica y científica de estas instituciones.